# Sertularia carolinensis
Sertularia carolinensis är en nässeldjursart som beskrevs av Addison Emery Verrill 1872. Sertularia carolinensis ingår i släktet Sertularia och familjen Sertulariidae. Inga underarter finns listade i Catalogue of Life.